# Štědrý hrádek
Štědrý hrádek (auch Hrádek u Štědré, deutsch Burglin) ist eine Burgruine in Borek, einem Ortsteil der Gemeinde Pšov in der, Region Karlovarský kraj, Tschechien.
Die Burg wurde im 14. Jahrhundert als Ersatz für eine ältere Burg der böhmischen Adelsfamilie ze Štědré erbaut. Erstmals urkundlich erwähnt wurde sie 1361 als Sitz des böhmischen Adeligen Vícemil z Borku. 1379 kaufte Boresch von Riesenburg das Anwesen. Seine Söhne veräußerten es 1399 an Bušek Calta z Kamenné Hory. 1417 nahm Heinrich von Plauen die Burg ein und benutzte sie fortan für seine militärischen Einsätze gegen König Wenzel. Ein Jahr später eroberten die Königstreuen die Festung und brannten sie nieder. Die Ländereien wurden an den rechtmäßigen Eigentümer Vilém Bukovinov z Pnětluk zurückgegeben, dem auch vom König Sigismund fünf Jahre später die Erlaubnis erteilt wurde, die Burg zu erneuern. Er verkaufte jedoch seine Ländereien an den Hussiten Jakoubek z Vřesovic. 1488 wurde Johann von Gutenstein Eigentümer, kurze Zeit später kam die Burg in den Herrschaftsbereich der benachbarten Landbesitzer und Burglin verlor an Bedeutung.
Heute befinden sich auf einem Felsen noch einige Mauerreste sowie der Burggraben. 